# Anoba endophaea
Anoba endophaea là một loài bướm đêm trong họ Erebidae.